# Ergeshausen
Ergeshausen är en kommun och ort i Rhein-Lahn-Kreis i det tyska förbundslandet Rheinland-Pfalz. Ergeshausen har cirka 100 invånare.
Kommunen ingår i kommunalförbundet Verbandsgemeinde Aar-Einrich tillsammans med ytterligare 30 kommuner.